# Кінґкітсарат
Кінґкітсарат (лаос. ເຈົ້າກິງກິດສະຣາດ; пом. 1713), також Кітсарат — засновник і перший володар королівства Луанґпхабанґ.

## Біографія
Був єдиним сином принца Раксабута, небожа короля Сурінья Вонґса. 1700 року його батька стратили за перелюбство, а Кінґкітсарат утік до Цзінхуна у Сішуанбаньна.
1705 року він повернувся до Лаосу зі своїм двоюрідним братом Онг Кхамом. Там вони зібрали військо, захопили Луанґпхабанґ та вигнали звідти віцекороля, призначеного Сеттатіратом II. Потім Кінґкітсарат вирушив на В'єнтьян, щоб атакувати Сеттатірата. Той був змушений звернутись по допомогу до Аюттхаї. Тамтешній правитель Сурієнтаратібоді відгукнувся на прохання та відрядив до Лаосу армію, що розділила території між Кінґкітсаратом і Сеттатіратом. 1707 року Кінґкітсарат був коронований як король Луанґпхабанґу, а королівство Лансанг було перетворено на державу В'єнтьян, правителем якого залишився Сеттатірат II.
Кінґкітсарат помер 1713 року, після чого престол Луанґпхабанґу успадкував Онг Кхам.